# Vauthiermont
Vauthiermont é uma comuna francesa na região administrativa de Borgonha-Franco-Condado, no departamento do Território de Belfort. Estende-se por uma área de 4,74 km². Em 2010 a comuna tinha 216 habitantes (densidade: 45,6 hab./km²).